# Új Élet
Új Élet címmel megjelent periodikumok az erdélyi magyarság körében 1927–1989 közt.
1. Szatmárnémetiben 1927–1928-ban megjelent, mindössze öt számot megért keresztény politikai és társadalmi hetilap. Az 1921-ben, ugyancsak Szatmárnémetiben indított Katholikus Élethez kötődött; főszerkesztője Scheffler Ferenc volt, hasábjain többek között Bagossy Bertalan, Jakabffy Elemér, Léber János, Pakocs Károly és Scheffler János nevével, írásaival találkozunk.
2. Nagyváradon 1945. január 16-án indult demokratikus napilap. Felelős szerkesztője Boros János, majd Gyárfás Endre; munkatársai között Asztalos Sándor, Bárdos László, Bonczos István, Csehi Gyula nevével találkozunk. Utolsó száma 1948. július 15-én jelent meg.
3. Marosvásárhelyen 1959–1989 között havonta kétszer megjelent társadalmi-kulturális képeslap. Azoknak a romániai magyar sajtótermékeknek a sorába tartozik, amelyeket az erdélyi magyar íróknak a magyar kultúra és sajtó helyzetével kapcsolatos 1956 nyári–őszi felvetései nyomán a Román Munkáspárt legfelső vezetése létrehozott (a Korunk, a Napsugár és a Nyelv- és Irodalomtudományi Közlemények), illetve újraindított (Ifjúmunkás, Tanügyi Újság). 1958. április 1-jén Művészet címmel jelent meg, s új nevét felvéve is annak évfolyamszámozását folytatta. Főszerkesztője 1989 júniusáig Sütő András, főszerkesztő-helyettesként 1959–67 között Katona Szabó István, 1974 júniusától 1989 májusáig Török László, szerkesztőségi főtitkárként vele párhuzamosan, 1984 februárjáig Nagy Pál, utána a lap megszűnéséig Éltető József szerepelt. Bukaresti szerkesztője Lőrinczi László, majd K. Bodor András volt. Belső munkatársai közé tartozott Bartis Ferenc, Dános Miklós, Deák Tamás, Elekes Ferenc, Jánosházy György, Márki Zoltán, Marosi Ildikó, Polgár István, Szekernyés László, Szépréti Lilla, Varró Ilona, Veres József, fényképész munkatársak: Erdélyi Lajos és Marx József, grafikusa Deák Ferenc, majd Varga Katalin; rovatvezetőként 1964-ig Kemény János neve is szerepel számaiban.
A lap, amelynek az indulás idején mindössze 3000-es példányszámát az 1970-es évek végére sikerült 20 000 fölé emelni, felölelte a romániai magyar művészeti élet minden területét (színház, képzőművészet, zene, film), s ezekről képes riportokat, interjút, kritikát közölt; foglalkozott a kortárs hazai képzőművészek tevékenységével, tág teret biztosított az irodalmi riportnak, interjúnak (mind belföldi, mind külföldi viszonylatban). Számos képes dokumentumot tett közzé a romániai magyar irodalmi élet eseményeiről, múltjának kiemelkedő mozzanatairól. Külső munkatársi gárdájában találkozhatott az olvasó majd minden romániai magyar íróval, publicistával.
Rendszeresen tájékoztatott a román művészeti és irodalmi élet eseményeiről, bemutatta szereplőit, s kitekintést nyújtott a külföldi eseményekre is.
Kezdeményezéséből született 1968-ban az Énekelj, aranymadár! című irodalmi est-sorozat, amely tizenkét önálló est keretében, marosvásárhelyi művészek előadásában, egy-egy felkért író bevezetőjével bemutatta a világirodalom legszebb verseit az ókortól napjainkig.
A diktatúra utolsó időszakában, különösen főszerkesztőjének személye és vállalt politikai szerepe miatt egyre nagyobb nyomásnak volt kitéve. A Ceaușescu-rendszer 1989-es bukása után a szerkesztőség a nevét Erdélyi Figyelőre változtatta, s ugyancsak Sütő András, majd Éltető József (1990–91), Zsehránszky István (1992–94), Lázok János (1994–96) főszerkesztősége alatt folytatta megjelenését. 1990-től csatlakozott a laphoz Haller István, Keresztes Dénes és Lázok János, a lap grafikai szerkesztője Simon Endre képzőművész volt.